# Berliner Landespokal 1982/83
Der Paul-Rusch-Pokal 1982/83 war die 57. Austragung des Berliner Landespokals der Männer im Amateurfußball, der vom VBB zwischen 1950/51 und 1990/91 nur auf dem Gebiet von West-Berlin durchgeführt wurde. Der SC Charlottenburg setzte sich im Finale am 12. Mai 1983 gegen Tennis Borussia Berlin mit 3:2 nach Verlängerung durch und sicherte sich zum ersten Mal den Landespokal. Durch diesen Sieg qualifizierte sich Charlottenburg für den DFB-Pokal 1983/84.

## Kalender
Die Spiele des diesjährigen Berliner Landespokal wurden an folgenden Terminen ausgetragen:
| Runde         | Datum                          | Spiele | Vereine   |
| ------------- | ------------------------------ | ------ | --------- |
| 1. Hauptrunde | 7. – 19. August 1982           | 59 + 6 | 123 → 640 |
| 2. Hauptrunde | 24. August – 8. September 1982 | 32 + 2 | 64 → 32   |
| 3. Hauptrunde | 7. – 15. September 1982        | 16     | 32 → 16   |
| Achtelfinale  | 11. – 12. Dezember 1982        | 8      | 16 → 80   |
| Viertelfinale | 23. Januar – 4. April 1983     | 4 + 2  | 8 → 4     |
| Halbfinale    | 12. – 13. April 1983           | 2      | 4 → 2     |
| Finale        | 12. Mai 1983                   | 1      | 2 → 1     |

## Teilnehmende Mannschaften
Am Berliner Landespokal 1982/83 nahmen alle 123 West-Berliner Mannschaften von der Oberliga Berlin bis zur Kreisliga C teil.
Die Mannschaften gliederten sich für den Berliner Landespokal wie folgt nach Ligaebene auf (In Klammern ist die Ligaebene angegeben, in der der Verein spielt):
| Oberliga Berlin 16 Vertreter der Saison 1982/83 | Landesliga 16 Vertreter der Saison 1982/83 | Kreisliga A 1. Abteilung 16 Vertreter der Saison 1982/83 | Kreisliga A 2. Abteilung 16 Vertreter der Saison 1982/83 |
| - Tennis Borussia Berlin (OL) - Hertha 03 Zehlendorf (OL) - SC Charlottenburg (OL) - BFC Preussen (OL) - Reinickendorfer Füchse (OL) - Lichterfelder SU (OL) - Spandauer SV (OL) - Neuköllner Sportfreunde (OL) - Tasmania Berlin (OL) - Hertha BSC Amateure (OL) - Spandauer BC 06 (OL) - BFC Viktoria 1889 (OL) - Traber FC Mariendorf (OL) - SC Westend 1901 (OL) - TuS Makkabi Berlin (OL) - Rapide Wedding (OL) | - SC Gatow (LL) - SC Union 06 Berlin (LL) - Preußen Wilmersdorf (LL) - Wacker 04 Berlin (LL) - 1. FC Neukölln (LL) - Berliner SV 1892 (LL) - Blau-Weiß 90 Berlin (LL) - Berliner Sport-Club (LL) - VfB Neukölln (LL) - BSC Rehberge 1945 (LL) - SC Tegel (LL) - Polizei SV Berlin (LL) - NFC Rot-Weiß Berlin (LL) - SV Norden-Nordwest (LL) - BSC Eintracht/Südring 1931 (LL) - 1. FC Wacker Lankwitz (LL) | - FC Phönix 1956 (KLA) - FV Brandenburg/Lichterfelde (KLA) - Weddinger FC (KLA) - BSV Normannia 08 (KLA) - BFC Olympia 1953 (KLA) - BFC Meteor 06 (KLA) - SpVgg Hellas-Nordwest 04 (KLA) - BFC Südring (KLA) - VfL Schöneberg (KLA) - Minerva 93 Berlin (KLA) - Mariendorfer BC 06 (KLA) - Schwarz-Weiß Spandau (KLA) - BSC Kickers 1900 (KLA) - Berlin Türkspor (KLA) - FC Stern Marienfelde (KLA) - SG AMK Berlin (KLA) | - SC Staaken (KLA) - 1. FC Lübars (KLA) - BSC Hota 1921 (KLA) - NSC Cimbria 1900 (KLA) - Lichtenrader BC 25 (KLA) - Concordia Wittenau (KLA) - SV Nord-Nordstern (KLA) - TSV Rudow (KLA) - SV Blau-Weiß Spandau (KLA) - SC Teutonia Spandau (KLA) - FSV Hansa 07 Berlin (KLA) - Wilmersdorfer SC (KLA) - Frohnauer SC (KLA) - FSV Spandauer Kickers (KLA) - RFC Alt-Holland (KLA) - SV Stern Britz (KLA) |
| Kreisliga B Saison 1982/83 | Kreisliga B Saison 1982/83 | Kreisliga C Saison 1982/83 | Kreisliga C Saison 1982/83 |
| 32 Vertreter der zwei Abteilungen (KLB) | 32 Vertreter der zwei Abteilungen (KLB) | 27 Vertreter der zwei Abteilungen (KLC) | 27 Vertreter der zwei Abteilungen (KLC) |
| Ligaebene in Klammern: • OL = Oberliga • LL = Landesliga • KLA = Kreisliga A • KLB = Kreisliga B • KLC = Kreisliga C | | | |

## Spielmodus
Der Berliner Landespokal 1982/83 wurde im K.-o.-System ausgetragen. Es wurde zunächst versucht, in 90 Minuten einen Gewinner auszuspielen. Stand es danach unentschieden, kam es wie in anderen Pokalwettbewerben zu einer Verlängerung von 2 × 15 Minuten. War danach immer noch kein Sieger gefunden, wurde ein Wiederholungsspiel mit getauschtem Heimrecht angesetzt. Erst wenn es auch im Wiederholungsspiel nach Verlängerung unentschieden stand, wurde dieses im Elfmeterschießen nach dem bekannten Muster entschieden.

## Turnierbaum
|  | Achtelfinale | Achtelfinale             | Achtelfinale           |                        |                        | Viertelfinale | Viertelfinale | Viertelfinale |  |  | Halbfinale | Halbfinale | Halbfinale |  |  | Finale | Finale | Finale |
|  |              |                          |                        |                        |                        |               |               |               |  |  |            |            |            |  |  |        |        |        |
|  | LL           | Berliner Sport-Club      | 1                      |                        |                        |               |               |               |  |  |            |            |            |  |  |        |        |        |
|  | OL           | Traber FC Mariendorf     | 3                      |                        |                        |               |               |               |  |  |            |            |            |  |  |        |        |        |
|  | OL           | Traber FC Mariendorf     | 3                      | OL                     | Traber FC Mariendorf   | 0 / 5         |               |               |  |  |            |            |            |  |  |        |        |        |
|  |              |                          |                        | OL                     | Traber FC Mariendorf   | 0 / 5         |               |               |  |  |            |            |            |  |  |        |        |        |
|  |              |                          | OL                     | Rapide Wedding         | 0 / 0                  |               |               |               |  |  |            |            |            |  |  |        |        |        |
|  | LL           | NFC Rot-Weiß Berlin      | OL                     | Rapide Wedding         | 0 / 0                  | 1             |               |               |  |  |            |            |            |  |  |        |        |        |
|  | LL           | NFC Rot-Weiß Berlin      |                        |                        |                        | 1             |               |               |  |  |            |            |            |  |  |        |        |        |
|  | OL           | Rapide Wedding           | 2                      |                        |                        |               |               |               |  |  |            |            |            |  |  |        |        |        |
|  | OL           | Rapide Wedding           | 2                      | OL                     | Traber FC Mariendorf   | 1             |               |               |  |  |            |            |            |  |  |        |        |        |
|  |              |                          |                        | OL                     | Traber FC Mariendorf   | 1             |               |               |  |  |            |            |            |  |  |        |        |        |
|  |              | OL                       | SC Charlottenburg      | 2                      |                        |               |               |               |  |  |            |            |            |  |  |        |        |        |
|  | OL           | OL                       | SC Charlottenburg      | 2                      | SC Charlottenburg      | 4             |               |               |  |  |            |            |            |  |  |        |        |        |
|  | OL           |                          |                        |                        | SC Charlottenburg      | 4             |               |               |  |  |            |            |            |  |  |        |        |        |
|  | LL           | SC Union 06 Berlin       | 1                      |                        |                        |               |               |               |  |  |            |            |            |  |  |        |        |        |
|  | LL           | SC Union 06 Berlin       | 1                      | OL                     | SC Charlottenburg      | 2             |               |               |  |  |            |            |            |  |  |        |        |        |
|  |              |                          |                        | OL                     | SC Charlottenburg      | 2             |               |               |  |  |            |            |            |  |  |        |        |        |
|  |              |                          | KLC                    | Neuköllner SC Sperber  | 0                      |               |               |               |  |  |            |            |            |  |  |        |        |        |
|  | KLC          | Neuköllner SC Sperber    | KLC                    | Neuköllner SC Sperber  | 0                      | 3             |               |               |  |  |            |            |            |  |  |        |        |        |
|  | KLC          | Neuköllner SC Sperber    |                        |                        |                        |               |               |               |  |  |            |            |            |  |  |        |        |        |
|  | KLB          | Kreuzberger Sportfreunde | 1                      |                        |                        |               |               |               |  |  |            |            |            |  |  |        |        |        |
|  | KLB          | Kreuzberger Sportfreunde | 1                      | OL                     | SC Charlottenburg      | 3             |               |               |  |  |            |            |            |  |  |        |        |        |
|  |              |                          |                        |                        |                        |               |               |               |  |  |            |            |            |  |  |        |        |        |
|  |              | OL                       | Tennis Borussia Berlin | 2                      |                        |               |               |               |  |  |            |            |            |  |  |        |        |        |
|  | KLA          | OL                       | Tennis Borussia Berlin | 2                      | BFC Olympia 1953       | 0             |               |               |  |  |            |            |            |  |  |        |        |        |
|  | KLA          |                          |                        |                        | BFC Olympia 1953       | 0             |               |               |  |  |            |            |            |  |  |        |        |        |
|  | OL           | Reinickendorfer Füchse   | 5                      |                        |                        |               |               |               |  |  |            |            |            |  |  |        |        |        |
|  | OL           | Reinickendorfer Füchse   | 5                      | OL                     | Reinickendorfer Füchse | 1             |               |               |  |  |            |            |            |  |  |        |        |        |
|  |              |                          |                        | OL                     | Reinickendorfer Füchse | 1             |               |               |  |  |            |            |            |  |  |        |        |        |
|  |              |                          | OL                     | Tennis Borussia Berlin | 3                      |               |               |               |  |  |            |            |            |  |  |        |        |        |
|  | OL           | Tennis Borussia Berlin   | OL                     | Tennis Borussia Berlin | 3                      | 7             |               |               |  |  |            |            |            |  |  |        |        |        |
|  | OL           | Tennis Borussia Berlin   |                        |                        |                        | 7             |               |               |  |  |            |            |            |  |  |        |        |        |
|  | KLA          | Concordia Wittenau       | 1                      |                        |                        |               |               |               |  |  |            |            |            |  |  |        |        |        |
|  | KLA          | Concordia Wittenau       | 1                      | OL                     | Tennis Borussia Berlin | 2             |               |               |  |  |            |            |            |  |  |        |        |        |
|  |              |                          |                        | OL                     | Tennis Borussia Berlin | 2             |               |               |  |  |            |            |            |  |  |        |        |        |
|  |              | OL                       | Hertha 03 Zehlendorf   | 1                      |                        |               |               |               |  |  |            |            |            |  |  |        |        |        |
|  | LL           | OL                       | Hertha 03 Zehlendorf   | 1                      | Blau-Weiß 90 Berlin    | 4             |               |               |  |  |            |            |            |  |  |        |        |        |
|  | LL           |                          |                        |                        |                        |               |               |               |  |  |            |            |            |  |  |        |        |        |
|  | OL           | BFC Viktoria 1889        | 1                      |                        |                        |               |               |               |  |  |            |            |            |  |  |        |        |        |
|  | OL           | BFC Viktoria 1889        | 1                      | LL                     | Blau-Weiß 90 Berlin    | 2 / 3         |               |               |  |  |            |            |            |  |  |        |        |        |
|  |              |                          |                        | LL                     | Blau-Weiß 90 Berlin    | 2 / 3         |               |               |  |  |            |            |            |  |  |        |        |        |
|  |              |                          | OL                     | Hertha 03 Zehlendorf   | 2 / 6                  |               |               |               |  |  |            |            |            |  |  |        |        |        |
|  | OL           | Spandauer SV             | OL                     | Hertha 03 Zehlendorf   | 2 / 6                  | 1             |               |               |  |  |            |            |            |  |  |        |        |        |
|  | OL           | Spandauer SV             |                        |                        |                        |               |               |               |  |  |            |            |            |  |  |        |        |        |
|  | OL           | Hertha 03 Zehlendorf     | 2                      |                        |                        |               |               |               |  |  |            |            |            |  |  |        |        |        |

## Ergebnisse

### 1. Hauptrunde
An der 1. Hauptrunde nahmen alle 123 Mannschaften teil, wobei fünf Mannschaften ein Freilos hatten.
| Datum                |                                 | Ergebnis  |                                    |
| -------------------- | ------------------------------- | --------- | ---------------------------------- |
| Sa 07.08., 15:00 Uhr | TuS Makkabi Berlin (OL)         | 1:2       | Lichterfelder SU (OL)              |
| So 08.08., 10:40 Uhr | SC Siemensstadt (KLB)           | 4:7 n. V. | SG AMK Berlin (KLA)                |
| So 08.08., 10:40 Uhr | Spandauer BC 06 (OL)            | 0:1       | FC Stern Marienfelde (KLA)         |
| So 08.08., 10:40 Uhr | BFC Meteor 06 (KLA)             | 2:1       | 1. FC Lübars (KLA)                 |
| So 08.08., 10:40 Uhr | BFC Germania 1888 (KLB)         | 1:1 n. V. | SV Norden-Nordwest (LL)            |
| So 08.08., 10:40 Uhr | Neuköllner Sportfreunde (OL)    | 3:1       | SC Berliner Amateure (KLB)         |
| So 08.08., 10:40 Uhr | BFC Preussen (OL)               | 2:1       | Lichtenrader BC 25 (KLA)           |
| So 08.08., 10:40 Uhr | Traber FC Mariendorf (OL)       | 7:0       | FV Brandenburg/Lichterfelde (KLA)  |
| So 08.08., 10:40 Uhr | DJK Schwarz-Weiß Neukölln (KLC) | 0:1       | SFC Stern 1900 (KLB)               |
| So 08.08., 14:00 Uhr | 1. FC Neukölln (LL)             | 3:3 n. V. | BFC Alemannia 90 (KLB)             |
| So 08.08., 15:00 Uhr | SpVgg Berlin 1974 (KLB)         | 1:3       | SC Union 06 Berlin (LL)            |
| So 08.08., 15:00 Uhr | 1. FC Wacker Lankwitz (LL)      | 2:4       | Alemannia 06 Haselhorst (KLB)      |
| So 08.08., 15:00 Uhr | SC Westend 1901 (OL)            | 5:0       | Charlottenburger SV 1897 (KLB)     |
| So 08.08., 15:00 Uhr | SV Süden 09 (KLC)               | 4:8       | VfB Neukölln (LL)                  |
| So 08.08., 15:00 Uhr | SV Dresdenia 1924 (KLB)         | 3:8       | BSC Rehberge 1945 (LL)             |
| So 08.08., 15:00 Uhr | NSC Cimbria 1900 (KLA)          | 3:3 n. V. | FC Karaburan 1975 (KLC)            |
| So 08.08., 15:00 Uhr | FC Grunewald (KLC)              | 2:0       | BBC Südost (KLC)                   |
| So 08.08., 15:00 Uhr | VfB Pankow (KLC)                | 0:2       | RFC Alt-Holland (KLA)              |
| So 08.08., 15:00 Uhr | FC Jugoslawia (KLC)             | 2:7       | SpVgg Hellas-Nordwest 04 (KLA)     |
| So 08.08., 15:00 Uhr | BSC Comet (KLC)                 | 2:2 n. V. | Berliner AK 07 (KLB)               |
| So 08.08., 15:00 Uhr | Kreuzberger Sportfreunde (KLB)  | 4:3 n. V. | Friedenauer TSC (KLB)              |
| So 08.08., 15:00 Uhr | Weddinger FC (KLA)              | 1:2       | Rapide Wedding (OL)                |
| So 08.08., 15:00 Uhr | Polizei SV Berlin (LL)          | 2:1       | Post SV Berlin (KLB)               |
| So 08.08., 15:00 Uhr | SC Lankwitz (KLB)               | 4:0       | SC Union Südost (KLC)              |
| So 08.08., 15:00 Uhr | Hertha 03 Zehlendorf (OL)       | 6:1       | RFC Liberta (KLC)                  |
| So 08.08., 15:00 Uhr | TSV Helgoland 1897 (KLB)        | 3:2       | Berliner TSV 1850 (KLB)            |
| So 08.08., 15:00 Uhr | Minerva 93 Berlin (KLA)         | 0:1       | VfB Britz (KLC)                    |
| So 08.08., 15:00 Uhr | Vatanspor 1976 (KLB)            | 5:4 n. V. | BSV Normannia 08 (KLA)             |
| So 08.08., 15:00 Uhr | FC Internationale Berlin (KLB)  | 4:4 n. V. | NSC Marathon 02 (KLB)              |
| So 08.08., 15:00 Uhr | Berlin Türkspor (KLA)           | 2:1       | VfL Schöneberg (KLA)               |
| So 08.08., 15:00 Uhr | SV Stern Britz (KLA)            | 2:0       | BSV Grün-Weiss Neukölln (KLC)      |
| So 08.08., 15:00 Uhr | Mariendorfer BC 06 (KLA)        | 6:0       | DJK Roland-Borsigwalde (KLB)       |
| So 08.08., 15:00 Uhr | BSC Kickers 1900 (KLA)          | 7:1       | NSC Südstern 08 (KLC)              |
| So 08.08., 15:00 Uhr | FZC Rudow 1973 (KLC)            | 0:4       | TSV Rudow (KLA)                    |
| So 08.08., 15:00 Uhr | SV Corso 1899 / Vineta (KLC)    | 2:3       | SG Rupenhorn (KLC)                 |
| So 08.08., 15:00 Uhr | BFC Viktoria 1889 (OL)          | 8:1       | CFC Hertha 06 (KLB)                |
| So 08.08., 15:00 Uhr | Wilmersdorfer SC (KLA)          | 0:2       | FV Wannsee (KLB)                   |
| So 08.08., 15:00 Uhr | SC Teutonia Spandau (KLA)       | 1:7       | Preußen Wilmersdorf (LL)           |
| So 08.08., 15:00 Uhr | Concordia Wittenau (KLA)        | 5:4       | Frohnauer SC (KLA)                 |
| So 08.08., 15:00 Uhr | Blau-Weiß 90 Berlin (LL)        | 2:1       | SC Staaken (KLA)                   |
| So 08.08., 15:00 Uhr | FSV Spandauer Kickers (KLA)     | 4:5 n. V. | SV Adler Mariendorf (KLB)          |
| So 08.08., 15:00 Uhr | NFC Rot-Weiß Berlin (LL)        | 4:3       | Anadoluspor Berlin (KLC)           |
| So 08.08., 15:00 Uhr | Berliner Sport-Club (LL)        | 8:1       | FC Brandenburg 03 (KLC)            |
| So 08.08., 15:00 Uhr | BSC Hota 1921 (KLA)             | 1:2       | BFC Südring (KLA)                  |
| So 08.08., 15:00 Uhr | Wacker 04 Berlin (LL)           | 3:5       | Reinickendorfer Füchse (OL)        |
| So 08.08., 15:00 Uhr | Sportfreunde Kladow (KLB)       | 3:3 n. V. | SC Mariendorf (KLB)                |
| So 08.08., 15:00 Uhr | SC Heiligensee (KLB)            | 1:2 n. V. | Neuköllner SC Sperber (KLC)        |
| So 08.08., 15:00 Uhr | FSV Hansa 07 Berlin (KLA)       | 3:2       | 1. FC Concordia Gropiusstadt (KLB) |
| So 08.08., 15:00 Uhr | Spandauer SC 99 (KLB)           | 7:0       | SC Bratstvo 1971 (KLC)             |
| So 08.08., 15:00 Uhr | SpVgg DJK Burgund 1922 (KLC)    | 0:6       | SSC Südwest 1947 (KLB)             |
| So 08.08., 15:00 Uhr | SC Borsigwalde 1910 (KLB)       | 4:2       | VfB Hermsdorf (KLB)                |
| So 08.08., 15:00 Uhr | SpVgg Schöneberg (KLC)          | 3:5       | FC Phönix 1956 (KLA)               |
| So 08.08., 15:00 Uhr | BFC Olympia 1953 (KLA)          | 5:0       | SV Nord-Nordstern (KLA)            |
| So 08.08., 15:00 Uhr | SC Charlottenburg (OL)          | 4:0       | SV Blau-Weiß Spandau (KLA)         |
| So 08.08., 15:00 Uhr | Schwarz-Weiß Spandau (KLA)      | 0:1       | SC Gatow (LL)                      |
| So 08.08., 15:00 Uhr | BSC Eintracht/Südring 1931 (LL) | 2:3 n. V. | Berliner SV 1892 (LL)              |
| So 08.08., 16:00 Uhr | Tasmania Berlin (OL)            | 6:3       | ASV Berlin (KLB)                   |
| Do 12.08., 18:00 Uhr | SC Tegel (LL)                   | :         | FC Göztepe 1978 (KLC)              |
| Do 12.08., 18:00 Uhr | Hertha BSC Amateure (OL)        | 2:0       | SC Ruhleben (KLB)                  |

Durch ein Freilos zogen DJK Westen 23, SC Azur 1951, Tennis Borussia Berlin, FC Tiergarten 1958 und der Spandauer SV direkt in die 2. Hauptrunde ein.

#### Wiederholungsspiele
| Datum                 |                         | Ergebnis              |                                |
| --------------------- | ----------------------- | --------------------- | ------------------------------ |
| Mi .18.08., 18:00 Uhr | BFC Alemannia 90 (KLB)  | 2:1                   | 1. FC Neukölln (LL)            |
| Mi .18.08., 18:00 Uhr | NSC Marathon 02 (KLB)   | 1:1 n. V. (1:2 i. E.) | FC Internationale Berlin (KLB) |
| Mi .18.08., 18:00 Uhr | Berliner AK 07 (KLB)    | 2:0                   | BSC Comet (KLC)                |
| Mi .18.08., 18:00 Uhr | SC Mariendorf (KLB)     | 4:2                   | Sportfreunde Kladow (KLB)      |
| Mi .18.08., 19:00 Uhr | FC Karaburan 1975 (KLC) | 0:4                   | NSC Cimbria 1900 (KLA)         |
| Do 19.08., 18:00 Uhr  | SV Norden-Nordwest (LL) | 7:2                   | BFC Germania 1888 (KLB)        |

### 2. Hauptrunde
An der 2. Hauptrunde nahmen die 64 Sieger der 1. Hauptrunde teil.
Die Auslosung wurde am 20. August 1982 vorgenommen.
| Datum                 |                                | Ergebnis  |                                |
| --------------------- | ------------------------------ | --------- | ------------------------------ |
| Di .24.08., 17:30 Uhr | Preußen Wilmersdorf (LL)       | 9:0       | FV Wannsee (KLB)               |
| Di .24.08., 18:00 Uhr | TSV Rudow (KLA)                | 4:2 n. V. | NSC Cimbria 1900 (KLA)         |
| Di .24.08., 18:00 Uhr | Mariendorfer BC 06 (KLA)       | 3:3 n. V. | Tasmania Berlin (OL)           |
| Di .24.08., 20:00 Uhr | SG Rupenhorn (KLC)             | 1:4       | Neuköllner SC Sperber (KLC)    |
| Mi .25.08., 17:30 Uhr | Lichterfelder SU (OL)          | 8:0       | SC Tegel (LL)                  |
| Mi .25.08., 17:30 Uhr | BFC Viktoria 1889 (OL)         | 2:0       | Berliner SV 1892 (LL)          |
| Mi .25.08., 17:30 Uhr | DJK Westen 23 (KLC)            | 2:1       | SSC Südwest 1947 (KLB)         |
| Mi .25.08., 17:30 Uhr | Berlin Türkspor (KLA)          | 2:4       | Tennis Borussia Berlin (OL)    |
| Mi .25.08., 17:30 Uhr | Hertha BSC Amateure (OL)       | 2:0       | SC Gatow (LL)                  |
| Mi .25.08., 17:30 Uhr | SC Borsigwalde 1910 (KLB)      | 3:4       | SC Mariendorf (KLB)            |
| Mi .25.08., 17:30 Uhr | BFC Preussen (OL)              | 7:0       | FC Tiergarten 1958 (KLB)       |
| Mi .25.08., 17:30 Uhr | Kreuzberger Sportfreunde (KLB) | 1:0       | BFC Meteor 06 (KLA)            |
| Mi .25.08., 17:30 Uhr | Spandauer SV (OL)              | 4:1       | BFC Alemannia 90 (KLB)         |
| Mi .25.08., 17:30 Uhr | Rapide Wedding (OL)            | 8:3       | FC Grunewald (KLC)             |
| Mi .25.08., 17:30 Uhr | SV Stern Britz (KLA)           | 1:5       | Traber FC Mariendorf (OL)      |
| Mi .25.08., 17:30 Uhr | SG AMK Berlin (KLA)            | 1:0       | FC Internationale Berlin (KLB) |
| Mi .25.08., 17:30 Uhr | Berliner AK 07 (KLB)           | 2:1       | Spandauer SC 99 (KLB)          |
| Mi .25.08., 17:30 Uhr | SC Union 06 Berlin (LL)        | 6:3       | VfB Neukölln (LL)              |
| Mi .25.08., 17:30 Uhr | Reinickendorfer Füchse (OL)    | 4:0       | Polizei SV Berlin (LL)         |
| Mi .25.08., 17:30 Uhr | FC Stern Marienfelde (KLA)     | 1:2       | BSC Kickers 1900 (KLA)         |
| Mi .25.08., 17:30 Uhr | SC Lankwitz (KLB)              | 1:4       | Blau-Weiß 90 Berlin (LL)       |
| Mi .25.08., 17:30 Uhr | SFC Stern 1900 (KLB)           | 3:2 n. V. | FSV Hansa 07 Berlin (KLA)      |
| Mi .25.08., 17:30 Uhr | BFC Olympia 1953 (KLA)         | 2:2 n. V. | FC Phönix 1956 (LL)            |
| Mi .25.08., 17:30 Uhr | Hertha 03 Zehlendorf (OL)      | 2:0       | SC Westend 1901 (OL)           |
| Mi .25.08., 17:30 Uhr | Alemannia 06 Haselhorst (KLB)  | 2:1       | RFC Alt-Holland (KLA)          |
| Mi .25.08., 17:30 Uhr | TSV Helgoland 1897 (KLB)       | 0:4       | VfB Britz (KLC)                |
| Mi .25.08., 17:30 Uhr | Concordia Wittenau (KLA)       | 3:1       | SC Azur 1951 (KLC)             |
| Mi .25.08., 19:30 Uhr | SV Adler Mariendorf (KLB)      | 1:5       | Berliner Sport-Club (LL)       |
| Do 26.08., 17:30 Uhr  | BFC Südring (KLA)              | 0:4       | SC Charlottenburg (OL)         |
| Do 26.08., 17:30 Uhr  | NFC Rot-Weiß Berlin (LL)       | 3:1 n. V. | Vatanspor 1976 (KLB)           |
| Do 26.08., 18:00 Uhr  | SV Norden-Nordwest (LL)        | 3:1 n. V. | SpVgg Hellas-Nordwest 04 (KLA) |
| Do 26.08., 18:00 Uhr  | Neuköllner Sportfreunde (OL)   | 2:1       | BSC Rehberge 1945 (LL)         |

#### Wiederholungsspiele
| Datum                 |                      | Ergebnis              |                          |
| --------------------- | -------------------- | --------------------- | ------------------------ |
| Do 02.09., 17:30 Uhr  | FC Phönix 1956 (KLA) | 0:0 n. V. (2:3 i. E.) | BFC Olympia 1953 (KLA)   |
| Mi 0.8.09., 17:30 Uhr | Tasmania Berlin (OL) | 3:1                   | Mariendorfer BC 06 (KLA) |

### 3. Hauptrunde
An der 3. Hauptrunde nahmen die 32 Sieger der 2. Hauptrunde teil.
Die Auslosung wurde am 27. August 1982 vorgenommen.
| Datum                 |                               | Ergebnis  |                                |
| --------------------- | ----------------------------- | --------- | ------------------------------ |
| Di 0.7.09., 17:30 Uhr | Lichterfelder SU (OL)         | 1:2 n. V. | Hertha 03 Zehlendorf (OL)      |
| Di 0.7.09., 17:30 Uhr | BFC Olympia 1953 (KLA)        | 5:2       | TSV Rudow (KLA)                |
| Mi 0.8.09., 17:30 Uhr | Rapide Wedding (OL)           | 2:0       | BFC Preussen (OL)              |
| Mi 0.8.09., 17:30 Uhr | Alemannia 06 Haselhorst (KLB) | 1:3       | Blau-Weiß 90 Berlin (LL)       |
| Mi 0.8.08., 17:30 Uhr | Spandauer SV (OL)             | 1:0       | Neuköllner Sportfreunde (OL)   |
| Mi 0.8.09., 17:30 Uhr | Tennis Borussia Berlin (OL)   | 8:0       | DJK Westen 23 (KLC)            |
| Mi 0.8.09., 17:30 Uhr | Reinickendorfer Füchse (OL)   | 5:4       | Preußen Wilmersdorf (LL)       |
| Mi 0.8.09., 17:30 Uhr | Berliner AK 07 (KLB)          | 0:4       | SC Union 06 Berlin (LL)        |
| Mi 0.8.09., 17:30 Uhr | BSC Kickers 1900 (KLA)        | 0:1       | Concordia Wittenau (KLA)       |
| Do 09.09., 17:30 Uhr  | VfB Britz (KLC)               | 0:1       | Berliner Sport-Club (LL)       |
| Do 09.09., 17:30 Uhr  | Traber FC Mariendorf (OL)     | 8:0       | SV Norden-Nordwest (LL)        |
| Do 09.09., 17:30 Uhr  | Hertha BSC Amateure (OL)      | 0:3       | SC Charlottenburg (OL)         |
| Do 09.09., 17:30 Uhr  | SG AMK Berlin (KLA)           | 1:5       | Kreuzberger Sportfreunde (KLB) |
| Do 09.09., 17:30 Uhr  | NFC Rot-Weiß Berlin (LL)      | 2:0       | SFC Stern 1900 (KLB)           |
| Do 09.09., 17:30 Uhr  | SC Mariendorf (KLA)           | 3:6       | BFC Viktoria 1889 (OL)         |
| Mi .15.09., 18:30 Uhr | Neuköllner SC Sperber (KLC)   | 2:1       | Tasmania Berlin (OL)           |

### Achtelfinale
Am Achtelfinale nahmen die 16 Sieger der 3. Hauptrunde teil.
Die Auslosung wurde am 1. Oktober 1982 vorgenommen.
| Datum                |                             | Ergebnis  |                                |
| -------------------- | --------------------------- | --------- | ------------------------------ |
| Sa 11.12., 14:00 Uhr | NFC Rot-Weiß Berlin (LL)    | 1:2 n. V. | Rapide Wedding (OL)            |
| Sa 11.12., 14:00 Uhr | SC Charlottenburg (OL)      | 4:1       | SC Union 06 Berlin (LL)        |
| Sa 11.12., 14:00 Uhr | Tennis Borussia Berlin (OL) | 7:1       | Concordia Wittenau (KLA)       |
| So 12.12., 13:45 Uhr | BFC Olympia 1953 (KLA)      | 0:5       | Reinickendorfer Füchse (OL)    |
| So 12.12., 13:45 Uhr | Blau-Weiß 90 Berlin (LL)    | 4:1       | BFC Viktoria 1889 (OL)         |
| So 12.12., 13:45 Uhr | Neuköllner SC Sperber (KLC) | 3:1       | Kreuzberger Sportfreunde (KLB) |
| So 12.12., 13:45 Uhr | Berliner Sport-Club (LL)    | 1:3       | Traber FC Mariendorf (OL)      |
| So 12.12., 13:45 Uhr | Spandauer SV (OL)           | 1:2       | Hertha 03 Zehlendorf (OL)      |

### Viertelfinale
Am Viertelfinale nahmen die acht Sieger aus dem Achtelfinale teil.
Die Auslosung wurde am 17. Dezember 1982 vorgenommen.
| Datum                |                             | Ergebnis  |                             |
| -------------------- | --------------------------- | --------- | --------------------------- |
| So 23.01., 10:40 Uhr | SC Charlottenburg (OL)      | 2:0       | Neuköllner SC Sperber (KLC) |
| So 23.01., 10:40 Uhr | Traber FC Mariendorf (OL)   | 0:0 n. V. | Rapide Wedding (OL)         |
| So 23.01., 13:45 Uhr | Reinickendorfer Füchse (OL) | 1:3       | Tennis Borussia Berlin (OL) |
| So 23.01., 13:45 Uhr | Blau-Weiß 90 Berlin (LL)    | 2:2 n. V. | Hertha 03 Zehlendorf (OL)   |

#### Wiederholungsspiele
| Datum                |                           | Ergebnis |                           |
| -------------------- | ------------------------- | -------- | ------------------------- |
| Mo 04.04., 13:45 Uhr | Rapide Wedding (OL)       | 0:5      | Traber FC Mariendorf (OL) |
| Mo 04.04., 13:45 Uhr | Hertha 03 Zehlendorf (OL) | 6:3      | Blau-Weiß 90 Berlin (LL)  |

### Halbfinale
Am Halbfinale nahmen die vier Sieger aus dem Viertelfinale teil.
Die Auslosung wurde am 28. Januar 1983 vorgenommen.
| Datum                |                             | Ergebnis  |                           |
| -------------------- | --------------------------- | --------- | ------------------------- |
| Di 12.04., 17:30 Uhr | Traber FC Mariendorf (OL)   | 1:2       | SC Charlottenburg (OL)    |
| Mi 13.04., 17:30 Uhr | Tennis Borussia Berlin (OL) | 2:1 n. V. | Hertha 03 Zehlendorf (OL) |

### Finale
| SC Charlottenburg                                                     | SC Charlottenburg | Tennis Borussia Berlin | Tennis Borussia Berlin |
| --------------------------------------------------------------------- | --- | --- | ---------------------- |
| SC Charlottenburg                                                     | \| Donnerstag, 12. Mai 1983 um 11:00 Uhr in West-Berlin (Mommsenstadion) \| \| Ergebnis: 3:2 n. V. (2:2, 1:1) \| \| Zuschauer: 1.795 \| \| Schiedsrichter: Uwe Kasperowski \|                                                                                | \| Donnerstag, 12. Mai 1983 um 11:00 Uhr in West-Berlin (Mommsenstadion) \| \| Ergebnis: 3:2 n. V. (2:2, 1:1) \| \| Zuschauer: 1.795 \| \| Schiedsrichter: Uwe Kasperowski \|                                                                       | Tennis Borussia Berlin |
| SC Charlottenburg                                                     | Ulrich Bechem – Jürgen Schulz – Jörg Schepers (91. Andreas Bangsow), Christian Niebel (76. Peter Aping), Michael Schmalz – Rainer Sprangowski, Frank Mischke, Thorsten Schlumberger, Ronald Beyer – Jörg Gaedke, Frank Dietrich Cheftrainer: Gerd Achterberg | Bernd Stieler – Dirk Greiser – Edmund Malura (6. Ralf Ressel), Momir Karadžić, Andreas Hinze – Wolfgang Schilling, Rainer Liedtke (112. Stefan Stephani), Mario Miethig, Peter Fraßmann – Christian Müller, Immanuel Bieder Cheftrainer: Bernd Hoss | Tennis Borussia Berlin |
| SC Charlottenburg                                                     | 1:1 Jürgen Schulz (29.) 2:2 Jörg Gaedke (75.) 2:3 Frank Dietrich (119.) | 0:1 Immanuel Bieder (14.) 1:2 Momir Karadžić (73.) | Tennis Borussia Berlin |
| SC Charlottenburg                                                     | Thorsten Schlumberger, Christian Niebel | Andreas Hinze | Tennis Borussia Berlin |
| SC Charlottenburg                                                     | Zeitstrafe (10min): Jörg Gaedke (23.) | Zeitstrafe (10min): Ralf Ressel (47.) | Tennis Borussia Berlin |
| Donnerstag, 12. Mai 1983 um 11:00 Uhr in West-Berlin (Mommsenstadion) | | |                        |
| Ergebnis: 3:2 n. V. (2:2, 1:1)                                        | | |                        |
| Zuschauer: 1.795                                                      | | |                        |
| Schiedsrichter: Uwe Kasperowski                                       | | |                        |

## Der Landespokalsieger im DFB-Pokal 1983/84
| Datum                      |                        | Ergebnis  |                         | Runde         |
| -------------------------- | ---------------------- | --------- | ----------------------- | ------------- |
| Sa., 27.08.1983, 15:30 Uhr | SC Charlottenburg (II) | 2:1 (1:1) | SG Wattenscheid 09 (II) | 1. Hauptrunde |
| Sa., 08.10.1983, 14:00 Uhr | SC Charlottenburg (II) | 0:3 (0:0) | FC Schalke 04 (II)      | 2. Hauptrunde |